# فخر المثليين في إسرائيل
مسيرة فخر المثليين في تل أبيب (بالعبرية: מצעד הגאווה בתל אביב) هو حدث لمدة أسبوع وسلسلة سنوية من الأحداث في تل أبيب التي تحتفل به أفراد مجتمع الميم في إسرائيل، يحدث في الأسبوع الثاني من شهر يونيو، وذلك كجزء من الاحتفال الدولي لمثليي الجنس.

## خلفية تاريخية
تقدمت حقوق المثليين في إسرائيل بشكل كبير منذ السنوات التي تلت الانتداب البريطاني على فلسطين، عندما تم تجريم المثلية الجنسية. ينص البند على أن «كل رجل سمح لرجل آخر بممارسة الجنس معه يتعرض لخطر السجن لمدة تصل إلى عشر سنوات.»  في الستينيات من القرن العشرين، وصف وزير الشؤون الداخلية الإسرائيلي، الدكتور يوسف بورغ، عبارة «اليهود المثليين جنسياً» على أنها «التناقض المعنوي» بالنظر إلى الرفض التوراتي للسلوك الغريب. يوفر هذا إطارًا للتصورات السلبية للمثلية الجنسية بين السياسيين الإسرائيليين في الماضي. تم تغيير الوضع القانوني في إسرائيل الذي كان يحظر المثلية الجنسية يوم 22 مارس عام 1988، مما يجرم فعلياً من كونه مثليًا.

## مسيرة الفخر
الحدث الأول الذي اعتبره الكثيرون أول حدث للفخر في إسرائيل كان احتجاجًا عام 1979 في ميدان رابين. كانت المرة الأولى التي وقع فيها استعراض في تل أبيب في عام 1993.
يتجمع العرض ويبدأ في حديقة مير، ثم يستمر على طول شارع بقراشوف، وشارع بن يهودا وشارع بن غوريون. تم الإبلاغ عن 200,000 مشارك في عام 2016، مما يجعله واحدًا من أكبر المشاركين في العالم. يعد هذا الاستعراض أكبر احتفال بالفخر في قارة آسيا، حيث جذب أكثر من 200,000 شخص في عام 2017، حوالي 30,000 منهم من السياح. كانت تل أبيب أول موقع في إسرائيل حيث تم تنظيم فعاليات «للمثليين»، وكانت أيضًا أول مدينة في إسرائيل تستضيف مسيرة فخر للمثليين.

## كجزء من ثقافة تل أبيب

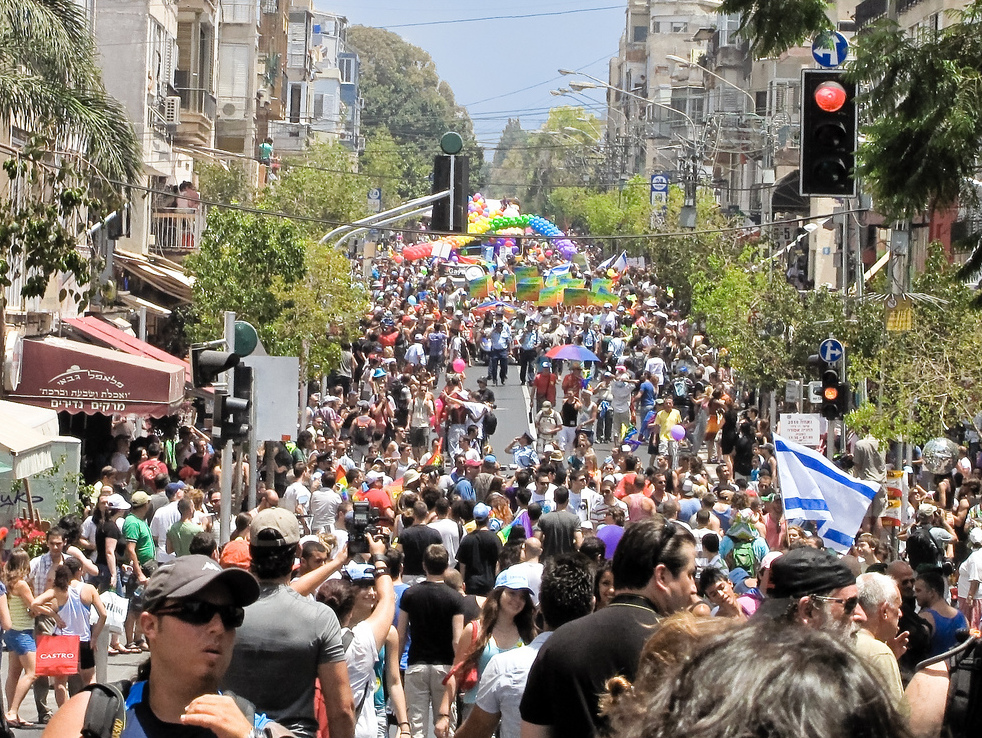
تالمثليين في ل أبيب 2010

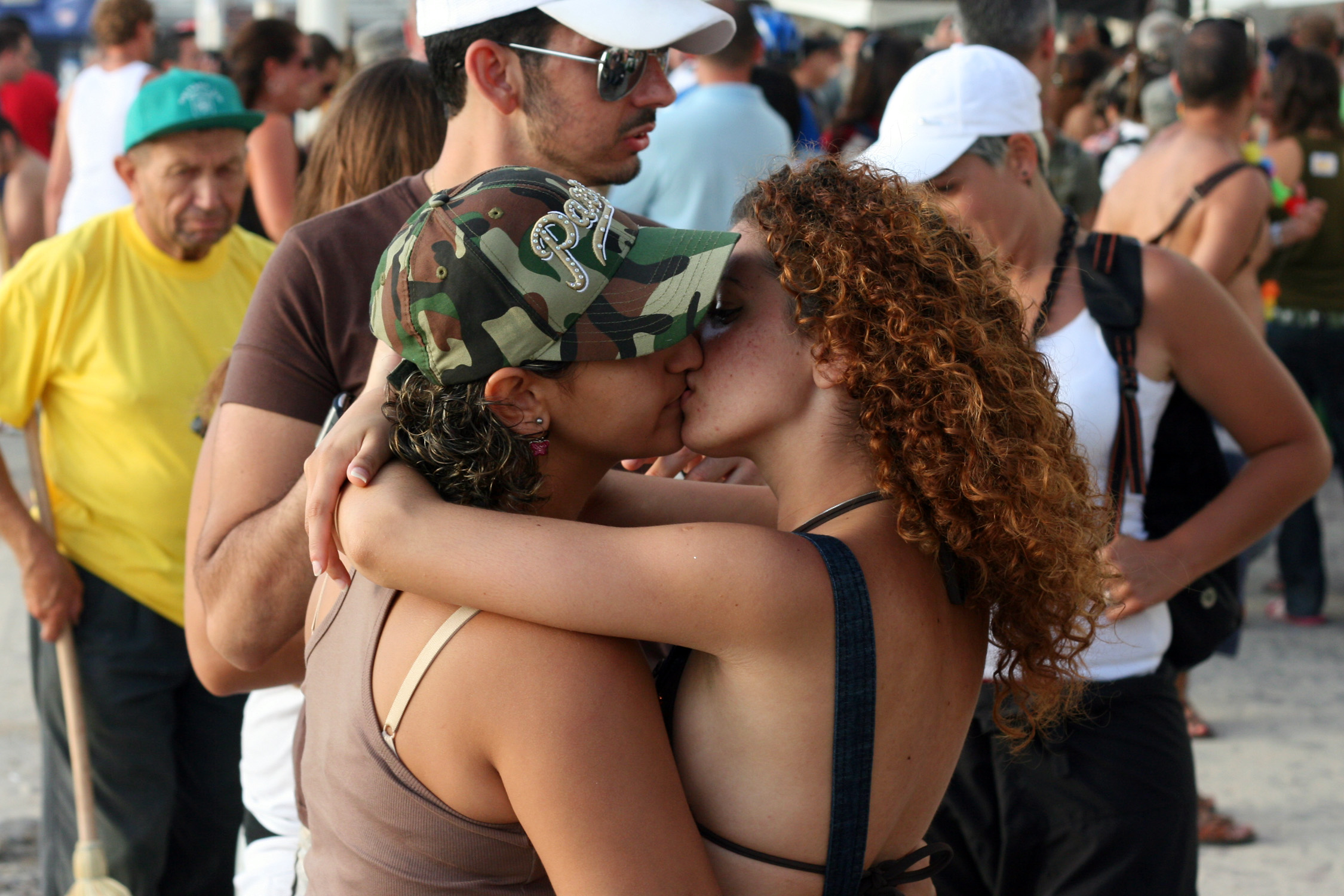
تل أبيب 2007

في السنوات الأولى من استعراض المثليين، كانت غالبية المشاركين ذات دوافع سياسية. في وقت لاحق، مع نمو العرض، جاء الأشخاص الذين شاركوا بفكرة أن العرض يجب أن يركز على حقوق المثليين والمساواة والتمثيل المتساوي، ويجب ألا يستخدم كمرحلة للسياسة الراديكالية، والتي لا يقبلها معظم المشاركون في الموكب، أصبح العرض أقل سياسية بسبب حجم وتنوع المشاركة. في السنوات الأخيرة، جذبت سمعة للشمولية، إلى جانب مكانة تل أبيب ذات المستوى العالمي كوجهة صديقة للمثليين جنسياً ومدينة للحفلات،  أكثر من 100,000 مشارك، كثير منهم من جميع أنحاء العالم.
بحلول عام 2000، تطورت المسيرة من كونها مظاهرة سياسية وأصبحت حدثًا ترفيهيًا اجتماعيًا وشارعًا.
أقيم في عام 2008 افتتاح مركز المثليين في تل أبيب. هذا هو أول مركز للمثليين في البلديات في إسرائيل، والذي يهدف إلى توفير خدمات خاصة لأفراد مجتمع المثليين في المدينة - مثل الرعاية الصحية، والأحداث الثقافية، واجتماعات مجموعات مجتمع الميم المختلفة، ومقهى، وغيرها الكثير.
في 2009 تزامن مع الاحتفال بالذكرى المئوية لتأسيس تل أبيب التاريخي كمدينة، تزوج خمسة من الأزواج المثليين «عرس القرن» من قبل المشهور الإسرائيلي غال أوشوفسكي.
نمت المسيرة في 10 يونيو 2011 إلى ما يقدر بنحو 100,000 مشارك وتضمنت ممثلين رسميين لمجموعات المثليين من شركات عالمية مثل جوجل ومايكروسوفت. (تل أبيب مفاخرة المثليين واحدة من أكبر التجمعات لشركات التكنولوجيا الفائقة في أي مدينة في العالم.) 
في عام 2012، جذبت المسيرة حشودًا تتجاوز 100,000، مما جعلها مرة أخرى أكبر حدث فخر للمثليين في الشرق الأوسط وآسيا. يتم الإعلان عن هذا الحدث في جميع أنحاء العالم من قبل وزارة السياحة الإسرائيلية، مما يجعل مدينة تل أبيب «الوجهة السياحية الأولى من LGBT». 
بالنسبة لعام 2014، مع حضور عرض متوقع قدره 150,000، تم اتخاذ قرار بنقل حفلة الشاطئ بعد موكب العرض إلى حديقة تشارلز كلور (من شاطئ جوردون) لمساحة أكبر بكثير (لم يعد الموقع السابق يستوعب الحشود الساحقة المتزايدة). استضافت الفعالية الممثلة / عارضة الأزياء الإسرائيلية موران أتياس، مع عروض النجم المتحول جنسياً في إسرائيل دانا إنترناشيونال، والممثلة الإسرائيلية لنجمة الأغنية الأوروبية يوروفيجن في مسابقة مي فينغولد لعام 2014، والممثلة الإسرائيلية / نجمة البوب روك ناينيت.
في عام 2017، قام المتظاهرون بإغلاق طريق المواجهة لفترة وجيزة ضد الاحتلال الإسرائيلي للأراضي الفلسطينية. لقد بنوا جدارًا منفصلاً وهميًا مكتوب عليه عبارة «ليس هناك فخر بالاحتلال» ولم يسمحوا للعروض العسكرية بالاستمرار لعدة دقائق. تم تفريقهم على الفور من قبل الشرطة الذين كانوا حاضرين.

## نقد العرض
يزعم بعض منتقدي موكب تل أبيب برايد أن السياسيين الإسرائيليين الذين يدعمون إساءة معاملة الفلسطينيين هم منافقون لدعم العرض في وقت واحد.  هذا يتطرق إلى فكرة كيف يسعى استعراض فخر تل أبيب إلى «إعادة إنتاج وتمجيد المشروع الاستعماري الصهيوني القائم على المحو العنيف للفلسطينيين» ويهدف أيضًا إلى الاحتفال بالفخر الإسرائيلي للمثليين. الأيديولوجية الكامنة وراء هذا النقد هي أن بعض السياسيين الإسرائيليين يحتفلون بقضايا حقوق الإنسان الإسرائيلية بينما يدعمون انتهاك حقوق الإنسان الفلسطينية. هناك معارضة أخرى للعرض وهي أنه يضم جنود مثليي الجنس الذين يرتكبون جرائم ضد الفلسطينيين.
في إسرائيل، انتقدت مجموعات الناشطين من المثليين جنسياً وزارة السياحة (إسرائيل) لتخصيصها أموالًا غير متناسبة لسياحة المثليين على العكس من المنظمات الناشطة للمثليين. في عام 2016، أنفقت وزارة السياحة 3 ملايين دولار على حملة انتهت ببيان صحفي للإعلان عن طائرة مزينة بألوان قوس قزح تستخدمها الوزارة لنقل مدونين وصحفيين مثليين إلى إسرائيل. في هذه الأثناء، لا تتلقى منظمات مجتمع الميم الإسرائيلية سوى عُشر المبلغ المدرج في الميزانية لهذا الإعلان على أساس سنوي. أثار هذا الإنفاق غير المتناسب غضب قادة منظمات المثليين وتسبب في تهديد تشن أرييلي وإيمري كالمان، اللذين كانا الرئيسين المشاركين لفريق عمل «المثليين» من «المثقفين» في إسرائيل، لإلغاء «عرض المثليين». ما لم يتم تخصيص أموال من الوزارات الأخرى أو ميزانية السياحة لمنظمات المجتمع المثلي، فقد تم إلغاء العرض، وفقًا لأرييلي وكالمان. استمر العرض في ذلك العام، لكن النتيجة الرئيسية لهذا التهديد هي أن وزارة السياحة علقت ميزانيتها لاجتذاب سياحة المثليين وإضافة بنود منفصلة إلى ميزانيتها لمنظمات المثليين.

## دعم العرض
يجادل أنصار مسيرة الفخر بأنها آلية فعالة لدمج مجتمع المثليين في المجتمع الإسرائيلي. في حين أن العرض كان يمكن أن يؤدي إلى زيادة رهاب المثلية والمشاعر المعادية للمثليين، فقد عززت العلاقات بين المجموعات الإيجابية. يتم دعم العرض أيضًا ماليًا ولوجستيًا بواسطة مجلس مدينة تل أبيب. كان هذا نتيجة للطلبات المستمرة التي قدمتها أغودا، فرقة عمل المثليين في إسرائيل، في السنوات الخمس الأولى من وجود العرض.

## روابط خارجية
- Toi Staff ، أكثر من 250,000 من المحتفلين يفيضون على تل أبيب في أكبر عرض إسرائيلي على الإطلاق لمثليي الجنس ، The Times of Israel ، 8 يونيو 2018
- معلومات تتعلق بفخر تل أبيب على موقع مثلي الجنس تل أبيب .